# Ngā Wai Hono i te Pō

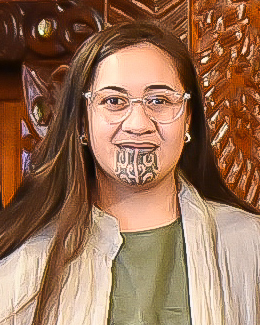
Ngā Wai Hono i te Pō (2019)

Ngā Wai Hono i te Pō (Waikato, 13 januari 1997) is sinds 2024 de koningin van de Maori's, de oorspronkelijke inwoners van Nieuw-Zeeland.

## Biografie
Ngā Wai Hono i te Pō is de enige dochter van koning Tuheitia Pootatau te Wherowhero VII, die op 30 augustus 2024 overleed. De Tekau-mā-rua - een raad van twaalf vertegenwoordigers van de verschillende Maori-stammen - verkozen haar als opvolger boven haar twee oudere broers die een slechte reputatie hadden. Sinds 6 september 2024 zit zij op de troon als achtste monarch van de Maori's sinds de functie in 1858 werd ingesteld. Zij deden dit uit protest tegen de Britse kolonisatie. Hun koning of koningin heeft een louter ceremoniële functie, maar is wel politiek belangrijk in Nieuw-Zeeland. Hoofdtaken zijn de rechten van de Maori's en het behoud van hun tradities te beschermen. Ngā Wai Hono i te Pō is de tweede vrouw op de troon na haar grootmoeder Te Atairangikaahu.
Ngā Wai Hono i te Pō haalde een masterdiploma in Maori Culturele Studies aan de Universiteit van Waikato en ze geeft les in kapa haka, de traditionele Polynesische zang- en danskunsten van haar volk. Op 19-jarige leeftijd kreeg ze een moko-kintattoo als geschenk van haar vader voor zijn tienjarig troonjubileum.